# تربل إتش
بول مايكل ليفاسك (بالإنجليزية: Paul Michael Levesque)(وُلد في 27 يوليو 1969)، وهو مدير تنفيذي أمريكي ومصارع محترف سابق، اشتهر باسمه في عالم المصارعة تربل إتش. يشغل حاليًا منصب رئيس المحتوى في شركة المصارعة العالمية الترفيهية، حيث يلعب دورًا رئيسيًا في توجيه استراتيجيات الشركة وتطوير محتواها.  
بدأ ليفاسك مسيرته في المصارعة عام 1992 تحت اسم تيرا رايزنغ، ولفت الأنظار بظهوره الأول في الساحة الإعلامية عام 1994 مع بطولات العالم للمصارعة. في عام 1995، وقع عقدًا مع اتحاد المصارعة العالمي، الذي تغير ليصبح لاحقًا دبليو دبليو إي، حيث بدأ مسيرته تحت اسم هنتر هيرست هيلمسلي، قبل أن يختصر لاحقًا إلى تريبل إتش. سرعان ما اكتسب شهرة واسعة، خاصة خلال حقبة الاتجاه، حيث أصبح عضوًا في ذا كليك وكان أحد المؤسسين لفريق دي-جينيريشن إكس، الذي ساهم في إعادة تشكيل مشهد المصارعة في أواخر التسعينيات، أصول والده فرنسية لأن عائلته اسمها ليفاسك أو ليفاك بالإنجليزية (Levesque) ومن جهة والدته إنجليزية وألمانية. 
حقق تربل إتش العديد من الإنجازات البارزة على مدار مسيرته. فاز ببطولة العالم 14 مرة، وحصل على بطولة WWF/WWE تسع مرات وبطولة الوزن الثقيل العالمية خمس مرات. كما حقق بطولة القارات خمس مرات، وبطولة الفرق في دبليو دبليو إي مرة واحدة مع شون مايكلز، وبطولة الفرق العالمية مرتين، مرة مع مايكلز ومرة أخرى مع "ستون كولد" ستيف أوستن. بالإضافة إلى ذلك، تُوج ملك الحلبة عام 1997، وفاز برويال رامبل عامي 2002 و2016، ليصبح أحد أكثر المصارعين نجاحًا في تاريخ دبليو دبليو إي. كما كان الفائز السابع بلقب التاج الثلاثي والثاني الذي يحقق الجائزة الكبرى.
إلى جانب بطولاته، كان تربل إتش أحد أبرز نجوم الحدث الرئيسي في دبليو دبليو إي، حيث تصدر العرض السنوي الأكبر ريسلمانيا سبع مرات في نسخ 16، 18، 20، 21، 22، 25، و32. في عام 2022، أعلن اعتزاله المصارعة بسبب مشكلات صحية، لكنه استمر في دوره التنفيذي، حيث أصبح أحد أبرز الشخصيات المؤثرة في دبليو دبليو إي خلف الكواليس.  
من خلال زواجه من ستيفاني مكمان، أصبح ليفاسك جزءًا من عائلة مكمان، التي كانت تملك الحصة المسيطرة في دبليو دبليو إي حتى بيعها لشركة إنديفور عام 2023. لقي عمله الإداري إشادة كبيرة، حيث كان العقل المدبر وراء إنشاء فرع إن إكس تي، الذي أصبح واحدًا من أفضل برامج تطوير المصارعين في العالم. كما لعب دورًا محوريًا في رفع مستوى المصارعة النسائية إلى مستوى نظيراتها الرجالية، بالإضافة إلى قيادة التوسع الدولي لـ دبليو دبليو إي عبر أحداث كبرى مثل كلاش آت ذا كاسل وNXT UK.  
في عام 2019، تم إدخاله إلى قاعة مشاهير دبليو دبليو إي كجزء من فريق دي-جينيريشن إكس، ومن المقرر إدخاله بشكل فردي في فئة عام 2025 تكريمًا لمسيرته الاستثنائية.  
بعيدًا عن المصارعة، خاض تربل إتش تجربة التمثيل وشارك في عدة أفلام، منها "بليد: الثالوث" (2004) و"الوصية" (2011).

## النشأة
وُلد بول مايكل ليفاسك في ناشوا، نيو هامبشير، في 27 يوليو 1969، لديه أخت تُدعى لين. كانت أولى تجاربه مع المصارعة المحترفة عندما شاهد مباراة ضمت تشيف جاي سترونغبو [الإنجليزية] في طفولته. دفعه إعجابه بالمصارعين إلى ممارسة كمال الأجسام في سن الرابعة عشرة ليبدو مثلهم.
تخرج ليفاسك عام 1987 من مدرسة ناشوا الثانوية، حيث كان لاعبًا في فريق البيسبول وكرة السلة. واصل شغفه بكمال الأجسام وحقق إنجازًا بارزًا بفوزه بلقب مستر تينيج نيو هامبشير عام 1988 وهو في التاسعة عشرة من عمره.
خلال عمله كمدير لصالة رياضية في ناشوا، تعرّف على تيد أرسيدي [الإنجليزية]، بطل رفع الأثقال والمصارع المحترف المتعاقد مع WWE آنذاك. بعد عدة محاولات، تمكن من إقناع أرسيدي بمساعدته على التواصل مع المصارع المخضرم كيلر كوالسكي، الذي كان يدير مدرسة لتعليم المصارعة في مالدن، ماساتشوستس.

## مسيرة المصارعة المحترفة

### التدريب وبداية المسيرة المهنية (1990-1993)
في أوائل عام 1990، بدأ ليفاسك تدريبه كمصارع محترف في مدرسة المصارعة التي يديرها كيلر كوالسكي في مدينة مالدن. وكان من زملائه في التدريب عدد من المصارعين الذين سيصبحون لاحقًا نجومًا في اتحاد WWF، من بينهم تشاينا، التي ارتبط بها لاحقًا، وبيري ساترن [الإنجليزية].
ظهر لأول مرة كمصارع محترف تحت اسم الحلبة "تيرا رايزينغ" (وهي تلاعب لفظي بكلمة "terrorizing" أي "إرهاب") في اتحاد كوالسكي للمصارعة الدولية (IWF) في 24 مارس 1992، حيث تغلب على توني روي. وفي يوليو من نفس العام، فاز على ماد دوغ ريتشارد ليحرز بطولة الوزن الثقيل في IWF. شارك ليفاسك تحت إدارة جون روديو في عروض عدد من اتحادات المصارعة المستقلة على الساحل الشرقي للولايات المتحدة حتى عام 1993.

### دي-جينيريشن إكس (1997-1999)
بعد فوزه ببطولة ملك الحلبة عام 1997، حيث تغلب على المصارع مان كايند في النهائيات، عاد هنتر هيرست هيلمزلي إلى الأضواء بقوة. وفي أواخر تلك السنة، شكل تحالفًا مع شون مايكلز وتشاينا وريك رود لإنشاء فريق دي-جينرايشن إكس، الذي اشتهر بمواقفه الجريئة وسخريته من الآخرين، حتى أصبح أعضاؤه يرددون باستمرار عبارة "Suck It". خلال هذه الفترة، اختصر هلمزلي اسمه إلى تربل إتش (Triple H) أو HHH، وبدأ عداوة شرسة مع فريق ذا هارت فاونديشن بقيادة بريت هارت. ومع انتهاء العداء بين الفريقين، استمرت المنافسة بين تربل إتش وأحد أعضائها، أوين هارت، بسبب الصراع على البطولة الأوروبية، وانتهى النزاع بينهما بمباراة أقيمت في مهرجان ريسلمانيا الرابع عشر، حيث تمكن تربل إتش من الفوز بمساعدة تشاينا.  
بعد مهرجان ريسلمانيا 14، اضطر شون مايكلز إلى الاعتزال مؤقتًا بسبب إصابة في الظهر تعرض لها خلال رويال رامبل، مما دفع تربل إتش لتولي قيادة فريق دي-جينرايشن إكس. لاحقًا، دخل في عداء مع بطل القارات في ذلك الوقت، ونجح في انتزاع اللقب منه في مباراة السلم (Ladder Match) خلال مهرجان سمر سلام. لكنه لم يحتفظ باللقب طويلًا بسبب إصابة في الركبة، مما مهد الطريق أمام ذا روك للحصول على بطولة دبليو دبليو إي في مهرجان سيرفايفر سيريز. حصل تربل إتش على فرصة للمنافسة على اللقب في 25 يناير 1999، حيث خاض مباراة استسلام (I Quit Match) ضد ذا روك، لكنه اضطر للاستسلام بعد تهديد تشاينا بتلقي ضربة قاضية من المصارع كين. إلا أن المفاجأة الكبرى حدثت بعد المباراة، عندما خانته تشاينا وانضمت إلى فريق منافس لدي-جينرايشن إكس.  
في ريسلمانيا 15، استطاع تربل إتش هزيمة كين بمساعدة تشاينا، التي بدأت تفكر في العودة إلى فريق دي-جينرايشن إكس. إلا أنه لاحقًا في تلك الليلة، قام بخيانة صديقه المقرب إكس باك بمساعدة شين مكمان، ليضمن بقاءه حاملًا للبطولة الأوروبية. بعد سلسلة من الخسائر في المنافسة على الألقاب، دخل تربل إتش في تحدٍ جديد، حيث خاض مباراة ثلاثية على بطولة دبليو دبليو إي في مهرجان سمر سلام، إلى جانب كل من مان كايند وستيف أوستن، وكان الحكم الخاص للمباراة جيسي فنتورا. انتهت المباراة بفوز مان كايند بعد أن ثبت أوستن.  
إلا أن تربل إتش لم يستسلم، ففي الليلة التالية خلال عرض رو، نجح في هزيمة مان كايند ليحقق بطولة دبليو دبليو إي لأول مرة في مسيرته. لكنه خسر اللقب في 16 سبتمبر 1999 لصالح فينس مكمان خلال عرض سماك داون، قبل أن يستعيده مجددًا في مهرجان أنفورغيفن. لاحقًا، دافع عن اللقب أمام ستيف أوستن في مهرجان نو ميرسي، لكنه خسره أمام بيغ شو في مهرجان سيرفايفر سيريز.

### حقبة مكمان-هيلمسلي (2000-2001)
فاز تربل اتش بلقب دبليو دبليو للمرة الثالثة امام بيج شو في عرض راو بتاريخ 27 ديسمبر 1999. وواصل عدائه ضد ميك فولي وفاز عليه في الرويال رامبل ونو واي اوت في عام 2000. وفي عرض راسلمانيا 16 استطاع اتش الاحتفاظ باللقب بعد التغلب على كل من ميك فولي وبيج شو وذا روك في مباراة رباعية على لقب العالم بعد خيانة فينس مكمان لروك لتبداء حقبة مكمان هيلمسلي المكونة من عائلة مكمان وتربل اتش ولكن لم يستمر حفاظه على اللقب طويلا حتى عرض جادجمنت داي 2000 وخسر اللقب لصالح ذا روك بعد مباراة الرجل الحديدي 60 دقيقة.ليدخل بعدها في عداوة مع كيرت انجل استمرت حتى سمرسلام وفي عرض سيرفايفر 19 نوفمبر 2000 لعب ضد اوستن في مباراة انتهت بلا فايز ليستكمل البناء بينهم حتى عرض نو واي اوت عام 2001 فاز تربل اتش على اوستن وفي راسلمانيا خسر اتش امام اندرتيكر وفي عرض راو مابعد راسلمانيا تحالف تربل اتش مع عدوه اللدود ستيف اوستن ضد روك بعدما تم تدمير على الاخير على يده.فاز تربل اتش بحزام القارات امام كريس جيركو لكن سرعان ماخسر اللقب لصالح كين ليفوز بعدها بلقب الفرق مع ستون كولد ستيف اوستن ضد الهاردي بويز ليخسراه لاحقا لكريس بينواه وجيركو يوم 21 مايو 2001 ليتعرض تربل اتش بعدها لاصابة قوية في الركبة ابعدته لمدة 8 اشهر عن الحلبة.

### بطل الوزن الثقيل العالمي والعداء مع شون مايكلز وإيفولوشن (2002-2005)
عاد تربل اتش للحلبات بعد غياب استمر لثمانية اشهر في 7 يناير 2002 ليعلن مشاركته في المعركة الملكية " رويال رامبل 2002" وينتصر فيها لاول مرة في تاريخه ليتحدى بذلك البطل الموحد كريس جيركو في راسلمانيا 18 في 17 مارس 2002 ليحقق تربل اتش اللقب للمرة الرابعة في تاريخه. وفي عرض باكلاش خسر الحزام لهولك هوجان بعد مهاجمة كريس جيركو له.وتحدد مباراة في جيركو واتش هيل ان ا سيل عرض جادجمنت داي 2002 لينهي اتش عداءه مع جيركو بالتغلب عليه للمرة الثانية.في عرض راو 22 يوليو 2002 عاد شون مايكلز لعرض الراو ليعلن عودته للحلبات بعد غياب طويل دام اربع سنوات من خلال اعادة شمل الدي اكس ولكن تربل اتش انقلب على زميله السابق بعد تنفيذ حركة بيدغري على مايكلز وسط دهشة الجميع.برر اتش سبب هجومه على صديقه مايكلز انه ليس بحاجة له وان نجوميته وتاريخه يفوق مايكلز بكثير الذي انتهى واصبح في طيء النسيان وانه يريد التسلق على نجوميته.يتحدى شون اتش في مباراة بدون قوانين في سمرسلام 2002 انتهت بفوز شون مايكلز ليهاجمه اتش بعد المباراة بقوة بالمطرقة.2 سبتمبر 2002 وبعد انتقال بطل دبليو دبليو اي بروك ليسنر الى عرض سماكداون بقي عرض راو بدون بطل ليستحدث مدير عرض راو ايريك بيشوف لقب العالم للوزن الثقيل (لقب Wcw سابقا) ليكون اللقب الرسمي للعرض ويتوج تربل اتش به.خاض من خلاله عدة مبارايات امام خصوم متعددين امثال روب فان دام وكين انتهت بانتصار اتش عليهم. عرض سيرفايفر سيريس 2002 واول مباراة ققص  سداسية اليمنيشن تشيمبر في التاريخ خسر اتش اللقب لصالح شون مايكلز في نزال واجه خصوم امثال روب فاندام بوكرتي كين كريس جيركو. سرعان ما استعاد الحزام مجددا خلال عرض ارماجدون بتاريخ 16 ديسمبر 2002 امام شون مايكلز لينهي العام كبطل للعالم. في يناير 2003، شكل تربل إتش فريق إيفولوشن إلى جانب راندي أورتن، ريك فلير، وباتيستا، ليصبحوا أحد أبرز الفرق في تاريخ دبليو دبليو إي. سرعان ما أثبت الفريق هيمنته عندما غادر كل عضو من إيفولوشن مهرجان آرماجدون وهو يحمل بطولة. حافظ تربل إتش خلال معظم عام 2003 على بطولة العالم للوزن الثقيل، ونجح في الدفاع عنها في مباراة لاست مان ستاندنج (Last Man Standing) خلال رويال رامبل 2004. إلا أنه خسر اللقب لصالح كريس بنوا في ريسلمانيا 20، ثم فشل في استعادته خلال مهرجان باكلاش.
بعد ذلك، دخل تربل إتش في عداوة محتدمة مع شون مايكلز، بلغت ذروتها في مباراة الجحيم في الزنزانة (Hell in a Cell) خلال مهرجان باد بلود (Bad Blood)، حيث تمكن من هزيمته. لاحقًا، استعاد بطولة العالم للوزن الثقيل، لكنه خسرها مجددًا أمام باتيستا في ريسلمانيا 21، في مباراة وصفت بالمملة. رغم ذلك، تصالح الاثنان لاحقًا وأنهيا العداوة بينهما. بعد هذه الأحداث، أخذ تربل إتش إجازة قصيرة عن المصارعة بسبب إصابة طفيفة في العنق.
عاد إلى الحلبة في عرض رو بتاريخ 3 أكتوبر 2005، حيث تعاون مع ريك فلير لهزيمة كريس ماسترز وكارليتو. إلا أن المفاجأة جاءت بعد المباراة، عندما خان م تربل إتش ريك فلير وضربه بالمطرقة، مما أشعل عداوة بينهما. تمكن فلير في مهرجان ثلاثاء المحظورات من هزيمة تربل إتش في مباراة القفص الحديدي على بطولة القارات. لكن تربل إتش انتقم لاحقًا، حيث هزم ريك فلير في مباراة لاست مان ستاندنج خلال مهرجان سيرفايفر سيريز، لينهي العداء بينهما بشكل نهائي.

### إعادة تشكيل دي-جينيريشن إكس (2006-2007)
لم يتمكن تربل إتش من الفوز في رويال رامبل، لكنه شارك في بطولة منحه الفوز بها فرصة المنافسة على لقب دبليو دبليو إي في ريسلمانيا 22. خلال النزال المرتقب، واجه جون سينا لكنه خسر بعدما أجبره سينا على الاستسلام بحركة STFU القاضية. لاحقًا، حصل على فرصة أخرى لاستعادة اللقب في باكلاش، لكن هذه المرة كانت المباراة ثلاثية وضمت أيضًا إيدج، ليخسر مجددًا. بعد هذه الهزائم، بدأ تربل إتش في مهاجمة كل من جون سينا وإيدج باستخدام مطرقته، كما سخر منهما بأداء إشارات دي-جينيريشن إكس الشهيرة.
في 12 يونيو 2006، شهد عرض رو عودة شون مايكلز، وسرعان ما شكل مع تربل إتش فريق دي-جينيريشن إكس مجددًا. عاد الفريق بقوة وواجه فرقًا متعددة، ليحقق فوزًا مثيرًا في مباراة 5 ضد 2. لم تقتصر العداوات على الفرق الأخرى، بل اشتبك دي-جينيريشن إكس مع فينس مكمان وعائلته، ما أدى إلى إقامة مباراة إقصاء 5 ضد 2 غير متكافئة في سمر سلام، حيث تمكن دي-جينيريشن إكس من تحقيق الانتصار على عائلة مكمان. واستمر العداء بين الطرفين حتى مهرجان أنفورغيفن، حيث تغلب دي-جينيريشن إكس على فينس وشين مكمان ومعهما بيج شو في مباراة الجحيم في الزنزانة (Hell in a Cell)، وخلالها تعرض فينس مكمان لإهانة كبيرة عندما وضع دي-جينيريشن إكس رأسه في مؤخرة بيج شو.
لاحقًا، بدأ دي-جينيريشن إكس عداوة جديدة مع فريق ريتد آر كي أو (Rated-RKO)، الذي ضم إيدج وراندي أورتن. اشتد الصراع بين الفريقين خلال مهرجان سايبر ساندي، حيث تم اختيار إريك بيشوف ليكون الحكم الخاص بالنزال، إلا أنه تحيز لصالح ريتد آر كي أو، وسمح لهما باستخدام أدوات محظورة، مما أدى إلى فوزهما بالمباراة. لكن دي-جينيريشن إكس لم يستسلم، حيث انتقم لاحقًا في مهرجان نيو يير ريفلوشن عندما هزم راندي أورتن وإيدج في مباراة فرق إقصاء، ليضعا بذلك حدًا لفريق ريتد آر كي أو بشكل نهائي.

### ما بعد التقاعد والأدوار الإدارية (2022-حتى الآن)
في 6 سبتمبر 2022، أعلنت دبليو دبليو إي أن ليفيسك تم ترقيته إلى منصب رئيس المحتوى في الشركة. واستمر ليفيسك في شغل هذا الدور بعد استحواذ شركة إنديفور على دبليو دبليو إي في العام التالي. ومنذ اعتزاله، استمر في الظهور بشكل متقطع في القصص التلفزيونية.

## البطولات والإنجازات
صحيفة بالتيمور صن
- مصارع العقد (2010).[16]

سي بي إس سبورت
- أسوأ سيناريو للعام (2018) مع شون مايكلز ضد أندرتيكر وكين.[17]

اتحاد المصارعة الدولي (IWF)
- بطل الوزن الثقيل في IWF (مرة واحدة)
- بطل الفرق الثنائية في IWF (مرة واحدة) – مع بيري ساتورن

مجلة برو ريسلينغ إلوستريتد (PWI)
- عداوة العام (2000) ضد كيرت أنغل
- عداوة العام (2004) ضد كريس بنوا
- عداوة العام (2009) ضد راندي أورتن
- عداوة العام (2013) ضد دانيال براين – كعضو في ذا أوثوريتي
- مباراة العام (2004) ضد كريس بنوا وشون مايكلز في ريسلمانيا 20
- مباراة العام (2012) ضد أندرتيكر في هيل إن سيل في ريسلمانيا 28
- أكثر المصارعين المكروهين في العقد (2000-2009)
- أكثر المصارعين المكروهين في العام (2003-2005)
- أكثر المصارعين المكروهين في العام (2013) – كعضو في ذا أوثوريتي
- أكثر المصارعين المكروهين في العام (2014) – مع ستيفاني مكمان
- مصارع العقد (2000-2009)
- مصارع العام (2008)
- المصنف الأول في قائمة PWI 500 لأفضل 500 مصارع فردي في عامي 2000 و2009
- المصنف رقم 139 ضمن أفضل 500 مصارع في تاريخ PWI لعام 2003

سبورتس إلستريتد
- المصنف السابع ضمن أعظم 20 مصارعًا في تاريخ WWE

اتحاد المصارعة العالمي / الترفيه العالمي / WWE
- بطولة WWF/WWE (9 مرات)
- بطولة العالم للوزن الثقيل (5 مرات)
- بطولة WWF/WWE للقارات (5 مرات)
- بطولة WWF الأوروبية (مرتين)
- بطولة WWE للفرق الثنائية (مرة واحدة) – مع شون مايكلز
- بطولة WWF للفرق الثنائية (مرتين) – مع ستون كولد ستيف أوستن (مرة واحدة) وشون مايكلز (مرة واحدة)
- ملك الحلبة (1997)
- الفائز بالرويال رامبل (2002، 2016)
- بطولة الطريق إلى ريسلمانيا (2006)
- البطل السابع للتاج الثلاثي (Triple Crown Champion)
- ثاني مصارع يحقق البطولات الكبرى (Grand Slam Champion)
- جائزة سلامي (3 مرات)
- أفضل تسريحة شعر (1997)
- لحظة OMG للعام (2011) – عندما نجا أندرتيكر من تومبستون خلال مواجهتهما في ريسلمانيا 27
- مباراة العام (2012) – ضد أندرتيكر في هيل إن سيل في ريسلمانيا 28
- قاعة مشاهير WWE (مرتين)
- دفعة 2019 – كعضو في D-Generation X
- دفعة 2025 – بشكل فردي

نشرة ريسلينغ أوبزرفر
- أفضل مروج (2015) – مع رايان وارد
- أفضل مروج (2023، 2024)
- عداوة العام (2000) ضد ميك فولي
- عداوة العام (2004) ضد كريس بنوا وشون مايكلز
- عداوة العام (2005) ضد باتيستا
- مصارع العام (2000)
- أسوأ تكتيك ترويجي مثير للاشمئزاز (2002) – اتهام كين بالقتل والجريمة الجنسية (قصة كاتي فيك)
- أكثر المصارعين المبالغ في تقديرهم (2002-2004، 2009)
- أقل المصارعين شعبية لدى الجماهير (2002، 2003)
- أسوأ عداوة للعام (2002) ضد كين
- أسوأ عداوة للعام (2006) – مع شون مايكلز ضد فينس مكمان وشين مكمان
- أسوأ عداوة للعام (2011) ضد كيفن ناش
- أسوأ عداوة للعام (2013) – كعضو في ذا أوثوريتي ضد بيغ شو
- أسوأ مباراة للعام (2003) ضد سكوت ستاينر في رويال رامبل
- أسوأ مباراة للعام (2008) ضد إيدج وفلاديمير كوزلوف في سيرفايفر سيريس
- أسوأ مباراة للعام (2018) – مع شون مايكلز ضد أندرتيكر وكين في كراون جول
- قاعة مشاهير نشرة ريسلينغ أوبزرفر (دفعة 2005)

## وصلات خارجية
- تربل إتش على موقع IMDb (الإنجليزية)
- تربل إتش على موقع ألو سيني (الفرنسية)
- تربل إتش على موقع أول موفي (الإنجليزية)
- تربل إتش على موقع إن إن دي بي (الإنجليزية)
- تربل إتش على موقع قاعدة بيانات الفيلم (الإنجليزية)
- تربل إتش على موقع كينوبويسك (الروسية)
- تربل إتش على موقع كينوبويسك (الروسية)
- تربل إتش على موقع دبليو دبليو إي (الإنجليزية)
- تربل إتش على موقع WrestlingData.com (الإنجليزية)
- تربل إتش على موقع CageMatch worker (الإنجليزية)
- تربل إتش على موقع قاعدة بيانات المصارعة على الإنترنت (الإنجليزية)
- تربل إتش على موقع عالم المصارعة على الإنترنت (الإنجليزية)
- تربل إتش على موقع عالم المصارعة على الإنترنت (الإنجليزية)

- ملف تربل H في موقع شركة WWE الرسمي
- ملف تربل H في موقع اونلاين وورلد رسلينغ
- ليفاسك في قاعدة بيانات الأفلام